# El Niño

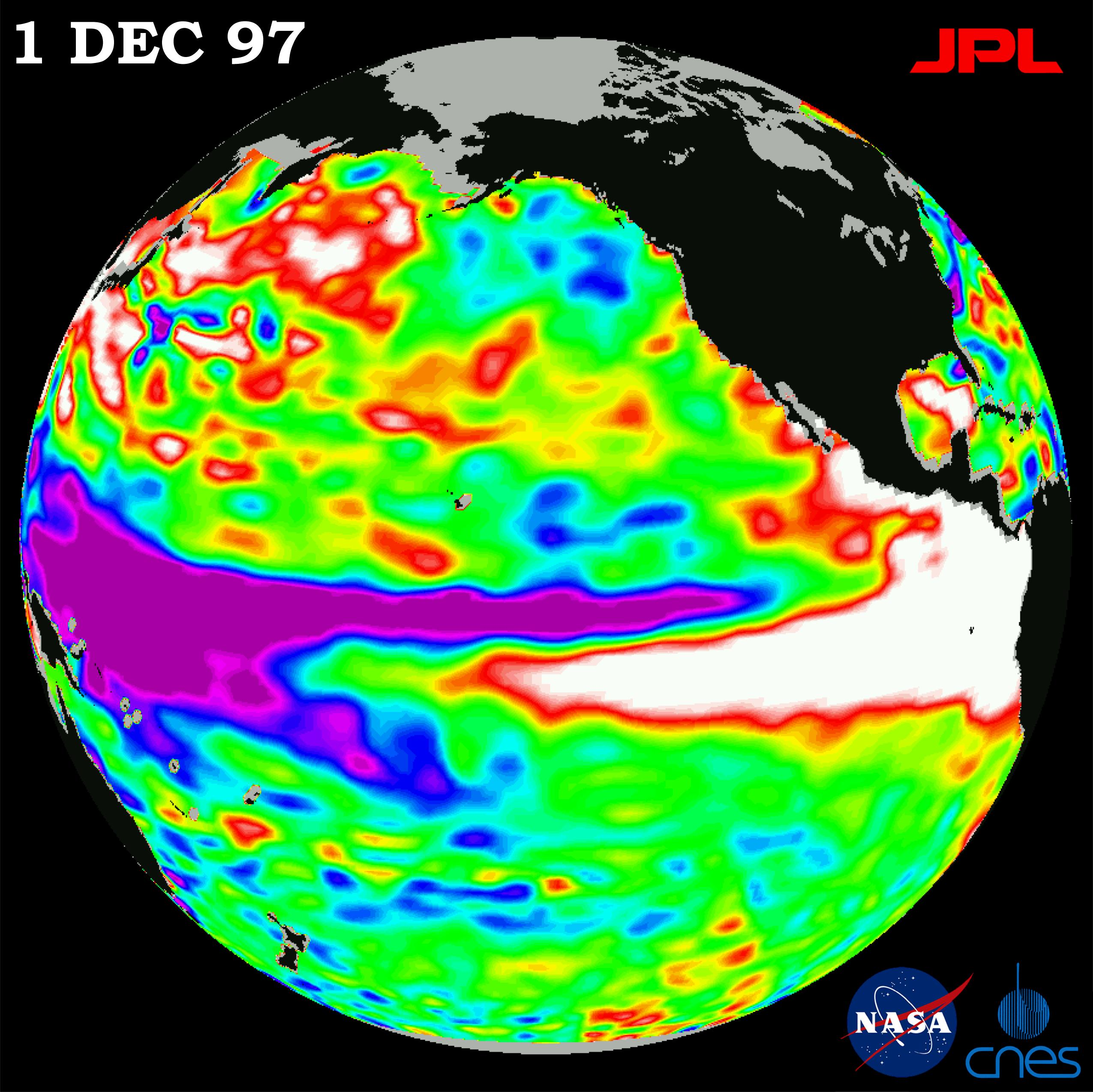
El Niño zaobserwowany przez satelitę TOPEX/Poseidon w 1997

El Niño – zjawisko pogodowe i oceaniczne, polegające na utrzymywaniu się ponadprzeciętnie wysokiej temperatury na powierzchni wody w strefie równikowej Pacyfiku. Powstaje, gdy słabną wiejące ze wschodu pasaty i następuje zahamowanie upwellingu. Zjawisko to otrzymało nazwę El Niño (po hiszpańsku chłopiec, dzieciątko), z powodu jego związku z okresem Bożego Narodzenia i Dzieciątkiem Jezus. Jego przeciwieństwem jest zjawisko La Niña charakteryzujące się nadzwyczajnie niskimi temperaturami wody.

## Opis zjawiska
W normalnych warunkach (brak El Niño) pasaty wieją przez tropikalny Pacyfik ze wschodu. Powodują one przemieszczanie ciepłych wód powierzchniowych w kierunku zachodnim, skutkiem czego poziom morza w Indonezji jest około 0,5 m wyższy niż w Ekwadorze. U wybrzeży Ameryki Południowej występuje zjawisko upwellingu, polegające na wynoszeniu ku powierzchni oceanu chłodnych wód głębinowych. Deszcze występują nad ciepłymi wodami zachodniego Pacyfiku, podczas gdy na wschodnim krańcu tego oceanu opady są niewielkie.
Podczas El Niño pasaty słabną nad środkowym i zachodnim Pacyfikiem. Powoduje to zahamowanie upwellingu, czyli podnoszenia się chłodnych wód głębinowych we wschodniej części oceanu, a tym samym wzrost temperatury wód powierzchniowych oceanu i wilgotności powietrza w rejonie zachodniego wybrzeża Ameryki Południowej. Jednocześnie obniża się temperatura wody i wilgotność powietrza na zachodnim Pacyfiku. Obserwowane są intensywne, często katastrofalne opady w Andach, przy jednoczesnym zmniejszeniu opadów nad Azją południowo-wschodnią i północną Australią, co skutkuje suszami w tych rejonach.

## Wpływ na połowy ryb w Ameryce Południowej
Wzdłuż zachodniego wybrzeża Ameryki Południowej pasaty wiejące ze wschodu sprzyjają wypiętrzaniu chłodnych, bogatych w odżywcze składniki warstw wody. Ławice ryb w tych warunkach znajdują korzystne warunki do rozwoju. To z kolei sprzyja rozwojowi populacji ptactwa, których odchody tworzą pokłady wykorzystywanego jako nawóz rolniczy guana. Co pewien czas ze względu na zahamowanie upwellingu ciepła, uboga w składniki odżywcze woda pochodzenia tropikalnego, zastępuje wody chłodne. Zjawisko to zachodzi często w czasie świąt Bożego Narodzenia, stąd nazwa El Niño. Zwykle ocieplenie wód występuje przez kilka tygodni lub nieco ponad miesiąc, po czym cyrkulacja poprawia się i połowy ryb wracają do normy. Jednak gdy El Niño trwa miesiącami, dochodzi do znaczniejszego ocieplenia wód i efekty ekonomiczne mogą być katastrofalne. Konsekwencją zahamowania upwellingu jest wstrzymanie rozwoju łańcucha pokarmowego od planktonu przez ryby, ptaki aż do załamania przemysłu rybnego.
Gospodarka Peru, która była i jest w znacznym stopniu zależna od wielkości połowów ryb, szczególnie ostro odczuwa negatywne implikacje El Niño.

## Wpływ na klimat
El Niño, choć obserwowany głównie na Pacyfiku, ma prawdopodobnie wpływ na całą Ziemię, gdyż masy ciepłej i zimnej wody krążą po całym wszechoceanie. Jeśli ich kierunek zmieni się w jednym miejscu, zmienia się on wszędzie. Na suchych wybrzeżach Ameryki Południowej występują ulewne deszcze. Z kolei w zwykle wilgotnych rejonach Azji południowo-wschodniej i Australii północnej występują susze. Niektóre hipotezy wiążą pojawianie się El Niño z chłodniejszymi, śnieżnymi zimami w Stanach Zjednoczonych, suchszymi i gorętszymi latami we wschodniej części Ameryki Południowej, a nawet Europie, oraz suszami w Afryce. Podczas jednego z ataków El Niño zachodnią część Ameryki zalały powodzie.
Podczas El Niño duże ilości energii przepływają z oceanu do atmosfery, powodując krótkotrwały wzrost średniej temperatury powierzchni Ziemi i zwiększając prawdopodobieństwo wystąpienia rekordowo gorącego roku. Ponieważ jednak na zmianę z El Niño występują warunki neutralne oraz La Niña, podczas których energia może powrócić do oceanu, zjawisko nie powoduje długofalowo zmiany klimatu.